# Manuel Liñán

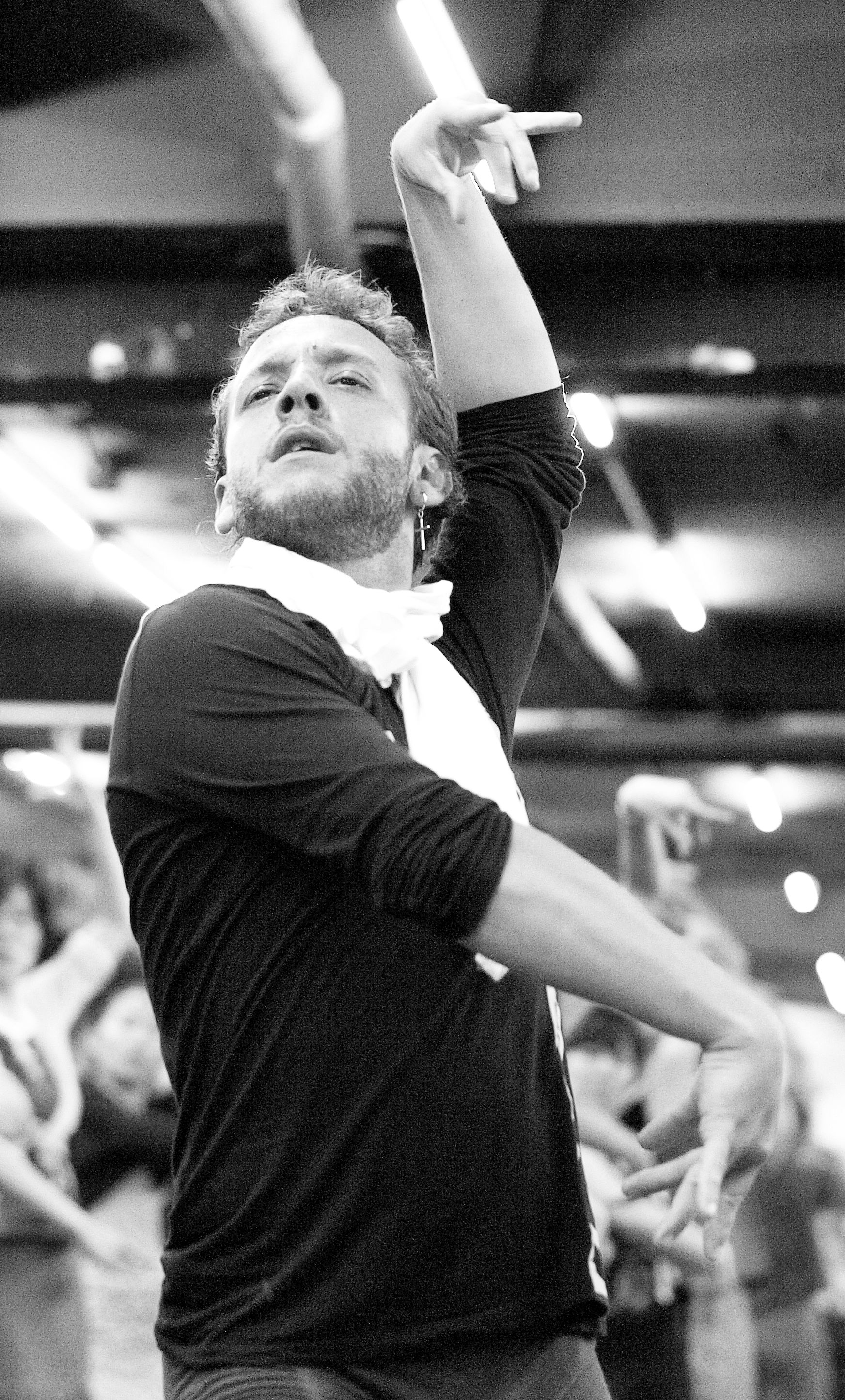
Manuel Liñán, 2014

Manuel Arroyo Liñán (* 8. Mai 1980 in Granada) ist ein spanischer Flamenco-Tänzer und Choreograf.

## Leben

### Kindheit
Manuels Vater war der Torero Manuel Arroyo, genannt El Extremeño. Vor der Geburt seines Sohnes hatte er einen Verkehrsunfall erlitten, so dass nicht mehr in der Arena auftreten konnte. Manuel hatte zwei ältere Schwestern. Der Vater hoffte, dass der Sohn ihm als Torero nachfolgen würde, und nahm ihn immer wieder zu Stierkämpfen und kleidete ihn als Stierkämpfer. Seine Mutter und er selbst bevorzugten jedoch den Tanz, und als er sich dafür entschied, nahm er den Familiennamen der Mutter, Liñán, an. Trotz dieser Entscheidung habe ihn auch sein Vater stets unterstützt, sagte er im Interview mit der Tageszeitung El País.

### Karriere als junger Tänzer
Seine ersten Auftritte hatte Manuel Liñán im Kellerlokal Los Tarantos in Granadas Stadtteil Sacromonte. Weitere Auftritte hatte er bei Festen in Andalusien und in einer Reihe von Tablaos. Im Alter von 17 Jahren zog er nach Madrid um. Dort tanzte er im Café de Chinitas und schloss sich der Kompanie von Carmen Cortés an, mit der er 1998 in Salomé auftrat. Im selben Jahr hatte er auch einen Auftritt in der Kompanie von Adrián Galia beim Festival von Mont-de-Marsan. Bei der Biennale von Sevilla 1998 trat er sowohl im Wettbewerb für junge Tänzer als auch in der Vorstellung Gitanos del Sacromonte auf. Einen weiteren Auftritt in diesem ereignisreichen Jahr hatte er in Campanas flamencas beim Festival von Jerez.
1999 sah man ihn im Tanzschauspiel Maya von Juan Andrés Maya und im Zyklus Noches flamencas in Sevilla. Im Jahr 2000 debütierte er als Meistertänzer in den Kompanien von Merche Esmeralda und Manolete. Des Weiteren tanzte er in La casa de Bernarda Alba zur Choreografie von La Tati.
Diese Karriere setzte sich in den Folgejahren fort. Er trat auf in:
- Cinco grandes de la danza zur Musik von Paco Romero;
- A cinco und La música del cuerpo zur Choreografie von Rafaela Carrasco;
- Homenaje a Camarón beim Festival Los Tarantos in Madrid;
- Troya, siglo XXI zur Choreografie von Rafael Amargo.

In Deutschland sah man ihn bei der Expo 2000 in Hannover gemeinsam mit La Tati, Manolete, und Paco Romero. Ferner sah man ihn in den madrilenischen Tablaos Café de Chinitas, Casa Patas und Las Carboneras.

### Weitere Karriere als Tänzer und Choreograph
Gemeinsam mit Olga Pericet, Marco Flores und Daniel Doña gründete er 2003 die Kompanie ESS3 Movimiento. Ihre erste Eigenchoreografie war Un millón de emociones. Im folgenden Jahr brachten sie Olga Pericets Choreografie Suite en cámara negra auf die Bühne. Das Stück wurde mit dem ersten Preis für Choreografie und dem ersten Preis für Musik beim XIII Certamen de Coreografía de Danza Española y Flamenco in Madrid ausgezeichnet.
2004 präsentierte er beim Wettbewerb Certamen in Madrid sein erstes eigenes Stück, Madame Soledad. Es handelt sich um eine Anthologie von Soleares, aus dem Off ertönten dazu eigene Verse von ihm. Für diese Vorstellung erhielt er den Preis für Solo-Choreografie und den Preis für Nachwuchstänzer. Im selben Jahr sah man ihn auch in Los caminos de Lorca, einer Produktion des Centro Andaluz de Danza im Palast Karls des Fünften auf der Alhambra.
2005 beteiligte er sich erneut an einem Gemeinschaftswerk mit Olga Pericet und Marco Flores: einem Auftritt im Zyklus Distrito Danza, einer Produktion der Stadtverwaltung von Madrid. Bei dieser Gelegenheit änderten sie den Namen ihrer Kompanie in Compañía Manuel Liñán & Olga Pericet. Als solche inszenierten sie im September desselben Jahres Cámara negra in Segovia.
Unabhängig von diesen Gemeinschaftsprojekten trat Manuel Liñán 2005 bei einer Reihe anderer Vorführungen auf:
- in New York bei der Präsentation des literarischen Preises Premio García Lorca de Poesía;
- in Madrid beim Certamen de Danza Española y Flamenco;
- gemeinsam mit Marco Flores beim Festival Tío Luis el de la Juliana in Madrid mit dem experimentellen Stück 2 en compañía, das sowohl in der Musik und Tanz zeitgenössische Elemente mit solchen des traditionellen Flamenco mischte. Dasselbe Stück präsentierten sie erneut 2006 in Jerez.

2006 schuf die Compañía Manuel Liñán & Olga Pericet Manuel die finale Fassung von Cámara negra. Sie wurde auf einer leeren, schwarzen Bühne getanzt – alles konzentrierte sich auf die unterschiedlichen Choreografien: Eine moderne Fassung der traditionellen Caña, Fandangos, ein Zapateado und zum Abschluss eine von Daniel Doña choreografierte Petenera. Sie führten das Stück beim Festival Madrid de Danza auf, dann beim Festival de Música y Danza in Granada auf und schließlich auf Tournee in Italien. Soloauftritte in Madrid hatte Manuel Liñán mit dem gewagten Avantgarde-Stück 1980. Er tanzte die Alegrías in dreister Anmutung, hüllte sich in eine schlichte schwarze Bata de cola, um anschließend die Soleá mit nacktem Oberkörper zu tanzen. Weitere Auftritte hatte er bei FLAMENCO JOVENzero’6 in Madrid, beim Tanzfestival in Montpellier und bei der Biennale von Sevilla. Für Miguel Fuentes schuf er die Choreografie zu Raíces, und mit Belén Maya arbeitete er für Dibujos zusammen.
2007 präsentierte er gemeinsam mit Olga Pericet und Marco Flores En clave beim Flamenco-Festival von New York. Anschließend traten sie mit dem Stück in Jerez und beim Tanzfestival von Israel auf. Beim Festival Internacional de Danza in Granada brachten die drei gemeinsam mit Daniel Doña erneut Cámara negra auf die Bühne. Zu viert traten sie auch bei der Gala Sevilla in Australien, Hongkong und Peking auf. Gemeinsam mit Olga Pericet tanzte er in Teresa Nietos Vorstellung De cabeza. Des Weiteren tanzte er bei den Festivals von Nîmes und Kuopio, beim Festival Nuevos Flamencos in Stockholm, beim Festival in La Unión und bei der Biennale von Málaga.

### Jüngere Vergangenheit
Mit Sinergia produzierte Manuel Liñán 2012 ein Werk für seine Kompanie und sich selbst, das begeisterte Aufnahme bei der Kritik fand. Mit dem Stück ging er in den Folgejahren immer wieder auf Tournee, beispielsweise 2013 nach Sankt Petersburg und 2018 nach England.
Das Tanzschauspiel Tauro, das er 2012 für das Festival von Jerez schuf, beschäftigte sich mit der lokalen Kultur Granadas und deren Überleitung von der Tradition in die Moderne.
2013 sah man ihn im Paartanz mit Fuensanta la Moneta auf der Alhambra in Granada in Lorca, einer erneuten tänzerisch-dramatischen Hommage an den berühmten spanischen Dichter. Beim Certamen de Coreografía de Danza Española y Flamenco war er Mitglied der Wettbewerbs-Jury.
2014 schuf Manuel Liñán mit Nómada eine Choreografie für eine kleine Tanzgruppe. In neun Tableaus zeigt sie eine Art Retrospektive der Epochen und Stilarten des Flamenco, in einem Wechsel von Gruppentänzen, an denen er stets beteiligt war, und Soloauftritten von ihm, beispielsweise in der von ihm eigenwillig ausgezierten Seguiriya und in der Rondeña. Zum Schluss, im Caracol, tanzte er in den typischen Attributen der weiblichen Tänzerin: dem Schleppenkleid Bata de Cola und dem Mantón de Manila. Des Weiteren tanzte er in diesem Jahr als eingeladener Künstler bei Belén Mayas Show Los Invitados in Madrid.
Beim Festival von Jerez 2016 trat er mit dem Stück Reversible auf die Bühne, erneut mit den Attributen der weiblichen Tänzerin.
Beim Flamenco Festival in den drei Städten London, New York und Miami 2017 hatte er die choreografische Leitung bei der Gala flamenca inne. Das Stück, unter anderem mit den Tänzerinnen Juana Amaya und Olga Pericet und der Sängerin Rocío Márquez, spannte einen großen Bogen vom traditionellen Flamenco bis zu dessen zeitgenössischen Ausprägungen. In diesem Jahr nahm er auch an einem Festival im Tablao Corral de la Morería teil, bei dem eine große Anzahl von bekannten Flamencokünstlerinnen und -Künstlern auf dessen Bühne zu sehen waren. Auch, als das Treffen 2018 in ähnlicher Form wiederholt wurde, beteiligte er sich.
2018, wiederum zum Festival von Jerez, schuf  Liñán auf einer in schlichtem Schwarz gehaltenen Bühne eine gleichzeitig puristische und avantgardistische Interpretation des Flamenco: Baile de Autor konzentriert sich auf die Grundelemente Tanz, Gesang und Gitarrenspiel, beginnend mit einer tänzerisch reich gestalteten Soleá, seiner Paradedisziplin. Erneut tanzte er im Schleppenkleid, mit Fächer und Mantón de Manila.
2019 schuf er mit ¡Viva! eine Travestie-Inszenierung, die an die Ballets Trockadero erinnert: Er und seine sechs Tänzer verkörpern Amtspersonen, die sich in die Rolle von Tänzerinnen mit nostalgischer Anmutung begeben. Anders als die originalen Trocks bricht er jedoch deren heitere Ironie auf, lässt die Auseinandersetzung mit Unverständnis, Ausgrenzung, Spott und Gewalt erkennen. Travestie hat im Flamenco durchaus Tradition, es gab in den 1920er und 1930er Jahren entsprechende Wandergruppen und Ende des 20. Jahrhunderts Inszenierungen mit Feuer und Witz. Manche dieser Versuche wurden allerdings vom Publikum kühl aufgenommen, beispielsweise der von José Antonio Ruiz in seiner Spätzeit beim Ballet Nacional. Manuel Liñán hingegen erhielt für seine Schöpfung frenetischen Applaus bei der Premiere. In den sozialen Netzwerken ist er allerdings auch Anfeindungen ausgesetzt. Im September 2019 gastierte er mit seinen sechs Tänzern mit ¡Viva! beim hessischen Staatsballett.
Im Juli 2023 brachte er vor kleinem Publikum im Lilian Baylis Studio des Sadler’s Wells das Stück Amado, amor, amén zur Uraufführung. Anschließend tanzte er es im Museo Pompidou in Málaga. Das Stück beschäftigt sich mit homosexueller Liebe und Begehren und wurde zum Kern eines größeren Tanzdramas, mit dem Manuel Liñán 2024 an die Öffentlichkeit trat. Gleichzeitig blieb ¡Viva! weiterhin Bestandteil seines Repertoires. Das besagte Tanzdrama, Muerta de amor. hatte im Juni 2024 Premiere auf einer Bühne der Teatros del Canal in Madrid. Mit großer Dramatik und gelegentlichem Humor behandelte es die Leidenschaften der Liebe, Begehren, Sinnlichkeit und Verführung. Dabei brach es mit den traditionellen binären Geschlechterrollen und weiteren Konventionen des Flamenco. Die Tänzerinnen und Tänzer, darunter Manuel Liñán selbst, tanzten ganz in Schwarz gekleidet in Hosen und Kleidern mit Gothic-Anmutung.
Im April 2025 wurde Manuel Liñán zum Ziel homophober Beleidigungen in sozialen Netzwerken, nachdem das Magazin De Flamenco auf Facebook ein kurzes Video veröffentlicht hatte, das ihn bei einem Auftritt im Flamencokleid und mit Mantón de Manila zeigte.

## Rezeption
José Luis Navarro García schrieb über Manuel Liñán:

«Es un bailaor muy cerebral que posee un dominio técnico impecable, una capacidad interpretativa y expresiva envidiable y una imaginación capaz de inventar las coregrafías más sugerentes.»

„Er ist ein sehr intellektueller Tänzer, der über ein makelloses technisches Können, eine beneidenswerte interpretative und expressive Fähigkeit und eine Phantasie verfügt, die in der Lage ist, die suggestivsten Choreografien zu erfinden.“

Roger Salas, Kritiker bei El País, schrieb über ihn:

«Manuel Liñán (Granada, 1980) ha demostrado que derrocha talento y vocación creativa. Su paleta se mueve entre la búsqueda formal de carácter contemporáneo y una sed de cultura de su propia especialidad, mirar el pasado, recrearlo y hasta manipularlo en busca de su producto propio.

(…)

Liñán es de lo mejor que nos está pasando en el crítico momento que viven la danza española y el ballet flamenco.»

„Manuel Liñán (Granada, 1980) hat Talent und kreative Berufung im Übermaß bewiesen. Seine Palette bewegt sich zwischen der formalen Suche nach dem zeitgenössischen Wesen und dem Durst nach Kultur seiner eigenen Prägung. Er blickt auf die Vergangenheit, erschafft sie neu und formt sie sogar auf der Suche nach seinem eigenen Werk.

(…)

Liñán gehört zum Besten, was uns in diesem kritischen Moment geschieht, den der spanische Tanz und das Flamenco-Ballett durchleben.“

Manuel Martín Martín, Kritiker bei El Mundo, schilderte den Einfluss Manuel Liñáns:

«Triunfo sin paliativos de Manuel Liñán, bailaor granadino que ha subido el nivel de los Jueves Flamencos desde el respeto a la identidad autóctona pero ampliando su efectividad, esto es, preservando y desarrollando su propia cultura hasta proyectarla a las nuevas generaciones como mejor forma de enriquecer el flamenco como patrimonio de la humanidad.»

„Schrankenloser Triumph für Manuel Liñán, den Tänzer aus Granada, der das Niveau des jungen Flamenco hob, von dessen autochthoner Identität ausgehend, aber seine Wirkung erweiternd, indem er dessen eigene Kultur bewahrte und entwickelte, um sie an neue Generationen weiterzugeben, als bester Weg, den Flamenco als Erbe der Menschheit zu bereichern.“

## Auszeichnungen
- 2004 Preis für Solo-Choreografie und den Preis für Nachwuchstänzer beim Certamen Internacional de Danza Española y Flamenco de Madrid.[5]
- 2006 Preis für den besten Nachwuchstänzer, verliehen von DeFlamenco.com.[10]
- 2012 Preis für die beste Neuentdeckung beim Festival von Jerez für das Stück Tauro.[35]
- 2013 Premio Max für darstellende Kunst als bester männlicher Tänzer.[36]
- 2013 Kritikerpreis Flamenco hoy für den besten männlichen Tänzer.[36]
- 2016 Preis der Kritik beim Festival von Jerez.[37]
- 2017 Premio Nacional de Danza für die beste Interpretation.[38]